# Ligne Tōbu Utsunomiya
Ne doit pas être confondu avec Ligne Utsunomiya.
La ligne Tōbu Utsunomiya (東武宇都宮線, Tōbu Utsunomiya-sen) est une ligne ferroviaire de la compagnie privée Tōbu dans la préfecture de Tochigi au Japon. Elle relie la gare de Shin-Tochigi à Tochigi à la gare de Tōbu-Utsunomiya à Utsunomiya.
Sur les cartes, la ligne Tōbu Utsunomiya est de couleur orange et les stations sont identifiées par les lettres TN suivies d'un numéro.

## Histoire
La ligne a été ouverte le 11 août 1931.

## Caractéristiques

### Ligne
- Longueur : 24,3 km
- Ecartement : 1 067 mm
- Alimentation : 1 500 Vcc par caténaire
- Nombre de voies : voie unique

### Tracé
|  |

### Services et interconnexions
A Shin-Tochigi, les trains continuent sur la ligne Tōbu Nikkō jusqu'à la gare de Tochigi.

### Liste des gares
La ligne comporte 11 gares, numérotées TN-12 et de TN-31 à TN-40.
| Numéro | Gare              | Nom japonais   | Distance (km) | Correspondances               | Localisation |
| ------ | ----------------- | -------------- | ------------- | ----------------------------- | ------------ |
| TN-12  | Shin-Tochigi      | 新栃木         | 0             | Tōbu : Nikkō (interconnexion) | Tochigi      |
| TN-31  | Yashū-Hirakawa    | 野州平川       | 2,0           |                               | Tochigi      |
| TN-32  | Yashū-Ōtsuka      | 野州大塚       | 3,9           |                               | Tochigi      |
| TN-33  | Mibu              | 壬生           | 7,3           |                               | Mibu         |
| TN-34  | Kuniya (ja)       | 国谷           | 10,8          |                               | Mibu         |
| TN-35  | Omocha-no-Machi   | おもちゃのまち | 12,6          |                               | Mibu         |
| TN-36  | Yasuzuka          | 安塚           | 14,8          |                               | Mibu         |
| TN-37  | Nishi-Kawada      | 西川田         | 18,3          |                               | Utsunomiya   |
| TN-38  | Esojima           | 江曽島         | 20,3          |                               | Utsunomiya   |
| TN-39  | Minami-Utsunomiya | 南宇都宮       | 22,1          |                               | Utsunomiya   |
| TN-40  | Tōbu-Utsunomiya   | 東武宇都宮     | 24,3          |                               | Utsunomiya   |